# Jesper Daland
Jesper Daland (Kristiansand, 2000. január 6. –) norvég korosztályos válogatott labdarúgó, a walesi Cardiff City hátvéde.

## Pályafutása

### Klubcsapatokban
Daland a norvégiai Kristiansand városában született. Az ifjúsági pályafutását a helyi Vigør csapatában kezdte, majd a Stabæk akadémiájánál folytatta.
2019-ben mutatkozott be a Start felnőtt keretében. 2021. július 1-jén négyéves szerződést kötött a belga első osztályban szereplő Cercle Brugge együttesével. Először a 2021. július 27-ei, Beerschot VA ellen 1–0-ra megnyert mérkőzésen lépett pályára. Első gólját 2021. október 23-án, a Standard Liège ellen hazai pályán 1–1-es döntetlennel zárult találkozón szerezte meg.
2024. augusztus 20-án az angol másodosztályban érdekelt Cardiff City szerződtette.

### A válogatottban
Daland az U15-östől az U21-es több korosztályos válogatottban képviselte Norvégiát.
2020-ban debütált az U21-es válogatottban. Először a 2020. szeptember 4-ei, Gibraltár ellen 6–0-ra megnyert mérkőzés félidejében, Leo Skiri Østigårdot váltva lépett pályára. Első válogatott gólját 2022. június 3-án, Horvátország ellen 3–2-es győzelemmel zárult U21-es EB-selejtezőn szerezte meg.

## Statisztikák
2024. augusztus 15. szerint
| Klub          | Szezon   | Osztály        | Bajnokság | Bajnokság | Kupa  | Kupa | Nemzetközi | Nemzetközi | Összesen | Összesen |
| Klub          | Szezon   | Osztály        | Meccs     | Gól       | Meccs | Gól  | Meccs      | Gól        | Meccs    | Gól      |
| ------------- | -------- | -------------- | --------- | --------- | ----- | ---- | ---------- | ---------- | -------- | -------- |
| Start         | 2020     | Eliteserien    | 30        | 1         | 0     | 0    | —          | —          | 30       | 1        |
| Cercle Brugge | 2021–22  | Jupiler League | 32        | 2         | 1     | 0    | —          | —          | 33       | 2        |
| Cercle Brugge | 2022–23  | Jupiler League | 37        | 1         | 2     | 0    | —          | —          | 39       | 1        |
| Cercle Brugge | 2023–24  | Jupiler League | 39        | 1         | 1     | 0    | —          | —          | 40       | 1        |
| Cercle Brugge | 2024–25  | Jupiler League | 2         | 0         | 0     | 0    | 4          | 0          | 6        | 0        |
| Cardiff City  | 2024–25  | Championship   | 0         | 0         | 0     | 0    | —          | —          | 0        | 0        |
| Összesen      | Összesen | Összesen       | 140       | 5         | 4     | 0    | 4          | 0          | 148      | 5        |